# Bundespresseball

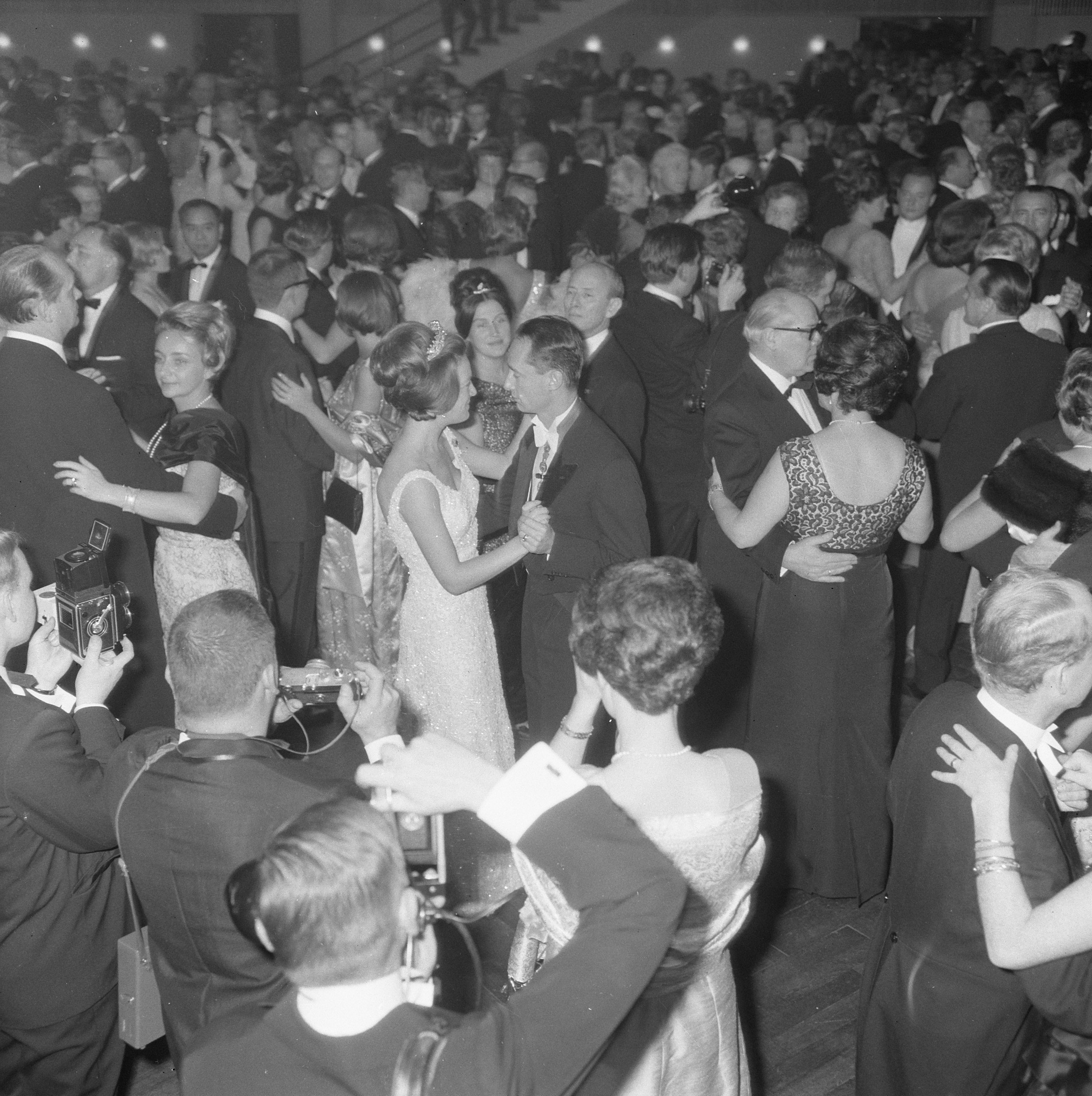
Bundespresseball 1964 in der Beethovenhalle

Der Bundespresseball gilt als ein wichtiges gesellschaftliches Ereignis der Hauptstadt in Deutschland. Rund 2.500 hochrangige Gäste aus Medien, Politik, Wirtschaft und Kultur werden dazu eingeladen. Der Bundespresseball wird in der Bundesrepublik Deutschland seit 1951 jährlich von der Bundespressekonferenz (BPK), einem Verein der in Berlin und Bonn tätigen Journalisten, veranstaltet.
Am 2. Februar 1951 fand der Ball als „Presse- und Funkfest“ erstmals im Bundeshaus Bonn im dortigen Bundestagsrestaurant statt. Von November 1951 bis 1958 wurde er im Kurhaus Bad Neuenahr, von 1959 bis 1988 in der Beethovenhalle in Bonn und von 1989 bis 1998 im Maritim Hotel in Bonn gefeiert. Seit 1999 lädt der Ball nach Berlin. Hier fand der Ball von 1999 bis 2013 im Hotel InterContinental und im Jahr 2014 in der Haupthalle des Flughafens Berlin-Tempelhof statt. Seit 2015 kommen die Gäste des Bundespresseballs im Hotel Adlon Kempinski zusammen. 2020 wurde der Bundespresseball aufgrund der COVID-19-Pandemie abgesagt. Der 69. Bundespresseball war ursprünglich für den 21. Januar 2022 geplant, wurde allerdings, ebenfalls wegen der COVID-19-Pandemie, auf den 29. April 2022 verschoben. 2023 fand der 70. Bundespresseball erstmals unter dem Motto „Für die Pressefreiheit“ statt. Dieses Motto soll künftig als Namenszusatz beibehalten werden.

## Eröffnung
Höhepunkt des Bundespresseballs ist die offizielle Eröffnung, bei welcher der Preis der Bundespressekonferenz übergeben wird. Seit 2018 spielt die Big Band der Bundeswehr zur Eröffnung des Bundespresseballs und verzichtet dafür auf eine Gage, wodurch eine Spende an einen wohltätigen Zweck ermöglicht wird. Bestandteil der Eröffnung ist seit 2022 außerdem eine Festrede. Der Eröffnungstanz steht traditionell dem Bundespräsidenten und der Ehefrau des Vorsitzenden der Bundespressekonferenz, sowie dem Vorsitzenden der Bundespressekonferenz und der Ehefrau des Bundespräsidenten zu.

### Spendenübergabe auf dem Bundespresseball
| Termin     | Spendenbegünstigte                                                                             |
| ---------- | ---------------------------------------------------------------------------------------------- |
| 23.11.2018 | Reporter ohne Grenzen e. V.                                                                    |
| 29.11.2019 | Verein für journalistische Aufklärung in der Krisen- und Kriegsberichterstattung e. V. (VjAKK) |
| 29.04.2022 | Reporter ohne Grenzen e. V.                                                                    |
| 21.04.2023 | Online-Nachrichtenportal Iran Journal                                                          |
| 12.04.2024 | Nothilfe von Reporter ohne Grenzen e.V.                                                        |
| 04.04.2025 | Amnesty International Deutschland e. V.                                                        |

### Rednerinnen zur Eröffnung des Bundespresseballs
| Termin     | Rednerin / Redner                                                     |
| ---------- | --------------------------------------------------------------------- |
| 29.04.2022 | Nataliia Fiebrig, Korrespondentin des ukrainischen Fernsehsenders 1+1 |
| 21.04.2023 | Jasmin Tabatabai, Schauspielerin und Musikerin                        |
| 12.04.2024 | Collien Ulmen-Fernandes, Moderatorin, Schauspielerin und Autorin      |
| 04.04.2025 | Margot Friedländer, Ehrenbürgerin Berlins und Zeitzeugin              |

## Veranstalter
Gastgeber des Bundespresseballs ist die Bundespressekonferenz e. V. Der Verein ist ein Zusammenschluss deutscher Parlamentskorrespondenten, die aus Berlin und Bonn über die Bundespolitik berichten (dapd). Veranstaltet wird er von der Bundespresseball GmbH, deren alleiniger Gesellschafter die BPK ist. Finanziert wird die Veranstaltung über den Verkauf der Eintrittskarten und durch die Unterstützung von Sponsoren.
Der Bundespresseball ist nicht zu Verwechseln mit dem Presseball Berlin, welche von der Pikosso Berlin GmbH veranstaltet wird.